# Utricularia tortilis
Utricularia tortilis är en tätörtsväxtart som beskrevs av Friedrich Welwitsch och Oliver. Utricularia tortilis ingår i släktet bläddror, och familjen tätörtsväxter. Inga underarter finns listade i Catalogue of Life.